# Branchinecta belki
Branchinecta belki é uma espécie de crustáceo da família Branchinectidae.
É endémica do México. 